# Gan, Pyrénées-Atlantiques
Gan (occitanska: Gant) är en kommun i departementet Pyrénées-Atlantiques i regionen Nouvelle-Aquitaine i sydvästra Frankrike. Kommunen ligger i kantonen Jurançon
som tillhör arrondissementet Pau. År 2022 hade Gan 5 649 invånare.

## Befolkningsutveckling
Antalet invånare i kommunen Gan
| Referens: INSEE |